# هانز سكوير
هانز سكوير (بالألمانية: Hans Schwaier) مواليد 24 مارس 1964 في ميندلهايم، ألمانيا الغربية، هو لاعب كرة مضرب ألماني سابق بدأ مسيرته كمحترف سنة 1983 وكان يلعب باليد اليمنى. أعلى تصنيف له في الفردي كان المركز الـ 38 في سنة 1985. أعلى تصنيف له في الزوجي كان المركز الـ 158 في سنة 1988.

## النهائيات

### الفردي: (3)
| الرقم | السنة | الدورة                            | الأرضية | المنافس في النهائي | النتيجة في النهائي |
| ----- | ----- | --------------------------------- | ------- | ------------------ | ------------------ |
| 1.    | 1985  | تونس, تونس                        | ترابية  | ولفغانغ بوب        | 6-4, 6-2           |
| 2.    | 1986  | بطولة الدار البيضاء للتنس, المغرب | ترابية  | يورغن وينداهل      | 6-3, 6-3           |
| 3.    | 1987  | مسينا, إيطاليا                    | ترابية  | ماركوس راكل        | 6-3, 4-6, 6-4      |

## روابط خارجية
- هانز سكوير على موقع رابطة محترفي التنس (الإنجليزية)
- هانز سكوير على موقع الاتحاد الدولي لكرة المضرب (الإنجليزية)
- هانز سكوير على موقع كأس ديفيز (الإنجليزية)
- هانز سكوير على موقع خلاصة التنس.كوم (الإنجليزية)